# Sudince
Sudince (allemand : Sedimitz,  hongrois : Ösöd) est un village de Slovaquie situé dans la région de Banská Bystrica.

## Histoire
La première mention écrite du village date de 1245.

## Démographie

### Évolution de la population
| Année:               | 1994. | 2004.    | 2014.    | 2024. |
| -------------------- | ----- | -------- | -------- | ----- |
| Nombre de personnes: | 68    | 59       | 80       | 92    |
| Différence:          |       | -13,23 % | +35,59 % | +15 % |

| Année:               | 2023. | 2024.   |
| -------------------- | ----- | ------- |
| Nombre de personnes: | 91    | 92      |
| Différence:          |       | +1,09 % |